# Maurice Alliaume
Pour les articles homonymes, voir Alliaume.
Maurice Alliaume (1882-1931) est un mathématicien belge. Il succède à Édouard Goedseels comme professeur à l'université catholique de Louvain, où il enseigne l'astronomie, la topographie, la théorie des probabilités et la géométrie analytique. Il est notamment un précurseur dans la voie suivie par le chanoine Georges Lemaître par la suite[réf. nécessaire]. Dès 1920, il fit partie de l'Union astronomique internationale.

## Publications
- Précis de trigonométrie rectiligne
- Cours d'astronomie
- Catalogue des manuscrits mathématiques et astronomiques de la bibliothèque de Bruges, 1922 in Annales de la société d'émulation de Bruges
- Théorie de la propagation des ondes liquides dans les tuyaux élastiques (1906)

Articles dans des revues :
- « Sur la construction des coniques en géométrie projective », in L'Enseignement mathématique 3 (1901)

## Sources
- Jean Mawhin, « Une brève histoire des mathématiques à l'Université catholique de Louvain », in Revue des questions scientifiques 163 (1992), 369-386
- Auguste Collard, « Le professeur Maurice Alliaume (1882-1931) », in Ciel & Terre 48 (1932), 1-11